# Ghiacciaio Lesicheri
Il ghiacciaio Lesicheri (in inglese Lesicheri Glacier) è un ghiacciaio lungo 7 km e largo 3, situato sulla costa di Oscar II, nella parte orientale della Terra di Graham, in Antartide. In particolare, il ghiacciaio si trova sul versante sud-orientale dell'altopiano Proibito, a ovest del ghiacciaio Minzuhar e a nord-est del ghiacciaio Erden, e da qui fluisce verso sud-est fino ad unire il proprio flusso a quello del ghiacciaio Jorum, a ovest del nunatak Yordanov.

## Storia
Il ghiacciaio Lesicheri è stato così battezzato dalla Commissione bulgara per i toponimi antartici in onore del villaggio di Lesicheri, nella Bulgaria settentrionale.  